# Йохан Адам Зигфрид фон Ауершперг
Йохан Адам Зигфрид фон Ауершперг (на немски: Johann Adam Siegfried Graf von Auersperg; Achaz Adam von Auersperg) е граф на Ауершперг.

## Биография
Роден е на 15 септември 1676 година. Той е син на граф Волфганг Енгелберт IV фон Ауершперг (1641 – 1696) и съпругата му Катарина Елизабет фон Трилек († 1721). Внук е на граф Йохан Андреас II фон Ауершперг (1615 – 1664) и фрайин Анна Елизабет фон Ламберг (1621 – 1668).
Правнук е на фрайхер Хербард XII фон Ауершперг (1574 – 1668), господар на Шьонберг, повишен на 11 септември 1630 г. на имперското събрание в Регенсбург на наследствен имперски граф. Праправнук е на фрайхер Кристоф II фон Ауершперг (1550 – 1592) и Анна фон Малтцан († 1583) и фрайхер Хербард VIII фон Ауершперг (1528 – 1575) и фрайин Мария Кристина фон Шпаур и Фалфон († 1575).
Йохан Адам Зигфрид фон Ауершперг умира на 28 октомври 1739 г. в Любляна на 63 години.

## Фамилия
Първи брак: на 17 май 1709 г. се жени за графиня Мария Анна Елеонора фон Мансфелд-Фордерорт принцеса фон Фонди (* 16 октомври 1680, Виена; † 16 януари 1724), вдовица на вилд и Рейнграф Вилхелм Флорентин фон Залм-Ньофвил (1670 – 1707) и на Карл Колона фрайхер фон Фелс († 1713), дъщеря на граф Хайнрих Франц фон Мансфелд, княз фон Фонди (1640 – 1715) и графиня Мария Луиза д' Аспремон-Нантевил (1652 – 1692), вдовица на херцог Карл IV от Лотарингия (1604 – 1675). Те имат десет деца:
- Мария Елизабет (1710 – 1760), омъжена 1730 г. за граф Максимилиан фон Лихтенберг († 1776); имат една дъщеря:
  - Мария Анна Елизабет фон Лихтенберг (1731 – 1778), омъжена I. 1768 г. за чичо си граф Волфганг Енгелберт фон Ауешперг, II. 1771 г. за фрайхер Франц Рудолф фон Волкенсберг († 1803)
- Мария Цецилия (*/† 1711)
- Мария Катерина (1712 – 1713)
- Йозефа Лудовка (1714 – 1747)
- Волфганг Енгелберт (1716 – 1768), женен I. 1739 г. за графиня Мария Анна Констанция фон Ауершперг (1722 – 1743), II. 1749 г. за графиня Мария Каролина фон Габелкофен (1732 – 1751), III. 1753 г. за графиня Мария Анна фон Ауершперг (1732 – 1763), IV. 1768 г. за племенницата си графиня Мария Анна Елизабет фон Лихтенберг (1731 – 1778)
- Йохан Андреас (1717 – 1737, в битка)
- Мария Евлалия (1718 – 1777), монахиня
- Мария Лудовика (1719 – 1720)
- Мария Иноценция (1722 – 1789), омъжена 1749 г. за граф Йохан Гуидобалд фон Щархемберг (1720 – 1763)
- Максимилиан Йозеф I Игнац Симон Вилхелм (1723 – 1806), женен 1747 г. за графиня Мария Йозефа Розина фон Зайлерн-Ашпанг (1716 – 1790)

Втори брак: през 1725 г. се жени за Мария Анна фон Гиованели (* 5 май 1688; † 14 март 1754, Любляна), дъщеря на граф Йохан Паул Гиованели и графиня Анна Мария Катарина фон Лодрон. Те имат три деца:
- Мария Анна (1725 – 1788), омъжена 1745 г. за граф Игнац фон Енгелхауз († 1802)
- Йохан Баптист (1725 – 1729)
- Йохан Паул Алойз (1729 – 1810), женен на 16 май 1771 г. за графдиня Мария Кайетана Барбо фон Ваксенщайн (1750 – 1822)